# ماركو هيدالغو زونيغا
ماركو هيدالغو زونيغا (بالإسبانية: Marco Hidalgo)‏ (6 يوليو 1990 بسانتياغو في تشيلي - ) هو مدرب كرة قدم ولاعب كرة قدم تشيلي في مركز الدفاع. لعب مع Deportes Copiapó ‏.

## وصلات خارجية
- ماركو هيدالغو زونيغا على موقع قاعدة بيانات كرة القدم.إي يو (الإنجليزية)
- ماركو هيدالغو زونيغا على موقع Soccerway.com (الإنجليزية)
- ماركو هيدالغو زونيغا على موقع AS.com (الإسبانية)